# Idledale
Idledale – jednostka osadnicza w Stanach Zjednoczonych, w stanie Kolorado, w hrabstwie Jefferson.